# Новицкий, Андрей Гаспарович
Андрей Гаспарович Новицкий (24 ноября 1876, Усть-Ламенка, Тобольская губерния — неизвестно) — русский революционер, один из руководителей Ново-Николаевской организации РСДРП (1910—1912), член правления Общества приказчиков (1910), редактор газеты «Обская жизнь» (1911—1912).

## Биография
Андрей Новицкий родился 24 апреля 1876 года в крестьянской семье в с. Усть-Ламенка Усть-Ламенской волости Ишимский округа Тобольской губернии Западно-Сибирского генерал-губернаторства, ныне село — административный центр Усть-Ламенского сельского поселения Голышмановского района Тюменской области. Получил домашнее образование.
В 1897 году был призван в армию, проходил службу в ратном ополчении в Кургане. Впоследствии переехал в Ново-Николаевск (ныне — Новосибирск).
В 1909 году предположительно занимался агитацией среди работников железной дороги с целью организации стачки. 
В 1910 году был членом правления Общества приказчиков.
В 1910—1912 годах Новицкий был одним из руководителей новониколаевской организации РСДРП.
С 1911 по 1912 год занимался редактированием газеты «Обская жизнь». 6 августа 1912 года некоторые сотрудники газеты были арестованы, в ноябре этого года издание было закрыто, а Новицкий был сослан в Нарымский край на 2 года. 
В 1921 году жил в Омске. Работал в губсовнархозе. Арестован 27 апреля 1921 года. 5 августа 1921 г. Омской губЧК дело по обвинению в контрреволюционной деятельности прекращено. Реабилитирован 14 декабря 1999 г. прокуратурой Омской области. на основании Закона РФ.
Арестован 21 марта 1923 года. 9 июля 1923 года. Омским губотделом ГПУ дело по обвинению в контрреволюционной деятельности прекращено за отсутствием состава преступления. В соответствии с Законом РФ считается реабилитированным.
В 1931 году проживал в пос. Малаховка Московской области. Работал секретарём горно-технического треста. Арестован 28 февраля 1931 года. 17 сентября 1931 года приговорен особым совещанием при Коллегии ОГПУ по статьям 58-10 и 58-11 УК РСФСР к 3 годам лишения свободы в ИТЛ. Реабилитирован 20 августа 1993 г. Прокуратурой Омской области на основании Закона РФ.
О дальнейшей судьбе ничего неизвестно.